# Who's Got the 10½?
Who's Got the 10½? es el segundo álbum en directo de la banda estadounidense de punk rock Black Flag. Este fue lanzado el 19 de marzo de 1986 por la disquera SST Records. El álbum fue grabado en el Starry Night en Portland, Oregon el 23 de agosto de 1985.

## Lista de canciones
1. "Loose Nut" (Ginn) – 4:00
2. "I'm the One" (Roessler/Rollins) – 2:44
3. "Annihilate" (Ginn) – 4:44 (solo disponible en la versión de CD)
4. "Wasted" (Ginn/Morris) – 1:01 (solo disponible en la versión de CD)
5. "Bastard in Love" (Ginn) – 3:00
6. "Modern Man" (Danky/Dukowski) – 3:34
7. "This Is Good" (Ginn/Rollins) – 3:22
8. "In My Head" (Ginn/Rollins) – 4:26
9. "Sinking" (Ginn/Rollins) – 5:04 (solo disponible en la versión de CD)
10. "Jam" (Ginn/Martinez/Roessler) – 4:05 (solo disponible en la versión de CD)
11. "The Best One Yet" (Roessler/Rollins) – 2:35 (solo disponible en la versión de CD)
12. "My War" (Dukowski) – 3:47
13. "Slip It In"/"Gimmie Gimmie Gimmie" (Ginn) – 14:48
14. "Drinking and Driving" (Ginn/Rollins) – 3:00
15. "Louie Louie" (Berry) – 4:13 (solo disponible en la versión de CD)

## Créditos
- Henry Rollins - voz
- Greg Ginn - guitarra
- Kira Roessler - bajo
- Anthony Martinez - batería